# Penicillium
Penicillium este un gen de microfungi aparținând diviziunii Ascomycota. Genul include peste 300 de specii, cea mai cunoscută fiind Penicillium chrysogenum, care este responsabilă de procesul de biosinteză al penicilinei.

## Specii
- Penicillium bilaiae
- Penicillium brasilianum
- Penicillium camemberti
- Penicillium candida
- Penicillium cheresanum
- Penicillium chrysogenum
- Penicillium claviforme
- Penicillium crustosum
- Penicillium digitatum
- Penicillium funiculosum
- Penicillium glaucum
- Penicillium italicum
- Penicillium lacussarmientei
- Penicillium marneffei
- Penicillium notatum
- Penicillium purpurogenum
- Penicillium roqueforti
- Penicillium verrucosum
- Penicillium viridicatum